# Weiherhaus (Stetten)
Weiherhaus war ein Ort im Gebiet der heutigen oberschwäbischen Gemeinde Stetten.

## Geographie
Die Siedlung Weiherhaus lag westlich von Erisried oder bei Breitenbrunn.

## Geschichte
Erstmals urkundlich erwähnt wurde Weiherhaus 1182. Colcmarius de Wiar und Heinricus de Stetin traten  als Zeuge auf. Der Apotheker von Valta aus dem nahen Mindelheim ließ 1843 in der Nähe seines Fischweihers ein Wohn- und Ökonomiegebäude errichten.